# Argyractis pantheralis
Argyractis pantheralis là một loài bướm đêm trong họ Crambidae.